# Kendall Ryan
Kendall Ryan (Thousand Oaks, 10 augustus 1992) is een Amerikaans weg- en baanwielrenster die sinds 2011 tien jaar voor Team Tibco reed.
Ryan won in 2018 de eerst etappe van de Ronde van Californië ze werd ook de eerste leidster in het algemeen klassement, de volgende dag raakte ze de trui weer kwijt aan Katie Hall. In 2019 won ze samen met Jennifer Valente de koppelkoers op de Pan-Amerikaans kampioenschappen baanwielrennen.
Haar jongere zus Alexis Ryan is ook wielrenster.

## Belangrijkste resultaten

### Wegwielrennen
2017
Delta Road Race
2018
1e etappe Ronde van Californië
Delta Road Race

### Baanwielrennen
| Jaar      | AK                    | PK                                 | WK        | Overig    |           |
| Als elite | Als elite             | Als elite                          | Als elite | Als elite | Als elite |
| --------- | --------------------- | ---------------------------------- | --------- | --------- | --------- |
| 2018      | scratch · koppelkoers |                                    |           |           |           |
| 2019      | scratch               | koppelkoers · ploegenachtervolging |           |           |           |

Albrecht · Bruderer · Buss · Drexel · Fischer · Hammes · Myers · Park · Ryan · Stephens · Tetrick · Walle
Albrecht · Bruderer · Buss · Chapman · Cobb · Drexel · Grant · Jackson · Malseed · Newsom · Ryan · Scandolara · Tetrick · Williams
Albrecht · Bruderer · Chapman · Cobb · Dixon · Drexel · Guarnier · Jackson · Kessler · Lucas · Malseed · Marcolini · Newsom · Ryan · Slik · Stephens
Bruderer · Clevenger · Crooks · Dixon · Faulkner · Gigante · Kessler · Lucas · Malseed · Newsom · Peñuela · Ryan · Stephens